# Středisko JSBVO Blovice
Středisko JSBVO Blovice (Středisko Jednotného systému branné výchovy obyvatelstva Blovice) je areál budov ve Vlčicích (místní část Blovic) u účelové komunikace směrem na osadu Nová Huť a na břehu Chocenického potoka, který již neslouží svému původnímu projektovanému účelu, ale nachází se zde garáže správy silnic, domov s pečovatelskou službou a výjezdové stanoviště Zdravotnické záchranné služby Plzeňského kraje.

## Historie
Stavba areálu započala v roce 1985 a plánovaným dokončením v roce 1988. Investorem byl Městský národní výbor Blovice, přičemž většina hodin měla být brigádnických v rámci Akce Z (dle dobového tisku byl problém s nedostatkem brigádníků). Celková hodnota areálu měla být 17 milionů Kčs. Po dokončení měl areál sloužit jako okresní velitelství Lidových milicí a jako sídlo místního a okresního velitelství Svazarmu.
Koncem roku 1989, po Sametové revoluci, bylo jasné, že areál původnímu účelu sloužit nebude a hledalo se jiné využití. 11. prosince 1989 rozhodla rada ONV Plzeň-jih o tom, že areál bude sloužit Okresnímu ústavu sociálních služeb Plzeň-jih (OÚSS) pro domov s pečovatelskou službou s kapacitou 70 lůžek. Od prosince 1989 byla stavba z důvodu nedostatku finančních prostředků zastavena a v prosinci 1990 byl nedostavěný areál předán právě OÚSS.

## Infrastruktura
Dopravní obslužnost areálu je zabezpečena autobusovým spojením se zastávkou "Blovice, Vlčice, DPS". Zhruba 50 metrů západně od areálu prochází železniční trať č. 191 (Plzeň-České Budějovice).
Zhruba 400 metrů severně od tohoto areálu se nachází protiatomový bunkr s kódovým označením S-44, který byl stavěn ve stejném období a měl sloužit jako okresní velitelství Civilní obrany.